# Parandra antioquensis
Parandra antioquensis är en skalbaggsart som beskrevs av Cardona, Santos, Wolff, Santos och Wolff 2007. Parandra antioquensis ingår i släktet Parandra och familjen långhorningar. Inga underarter finns listade i Catalogue of Life.